# Louis Monziès
Louis Monziès né à Montauban le 28 mai 1849 et mort au Mans le 13 mars 1930 est un peintre et graveur français.
Il s'est illustré comme aquafortiste à Paris avant d'être nommé conservateur des trois musées du Mans en 1920.

## Biographie

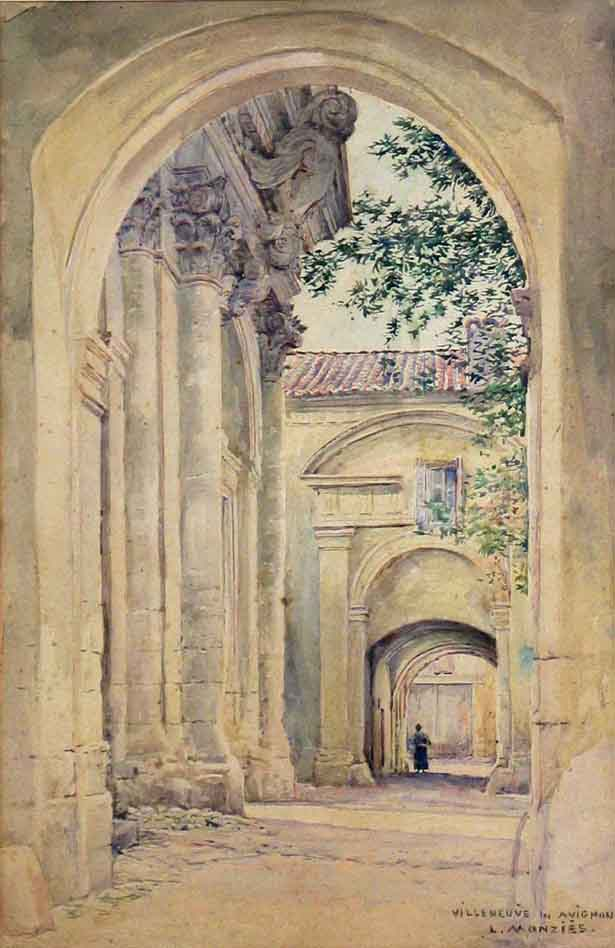
Entrée de la Chartreuse pontificale à Villeneuve-lès-Avignon, aquarelle, collection particulière.

Louis Monziès naît dans une famille de juriste. Il est le second fils de Antoine-Martial Monziès, avoué, et de Claire Joséphine Monthieu de Sauveterre.
Après un passage dans l'armée du général Bourbaki en 1870, il rejoint Paris en 1871 où il devient l'élève des peintres Ernest Meissonier, Isidore Pils, et du graveur Léon Gaucherel. Sa carrière démarre réellement en 1876 et il obtient des médailles de deuxième et troisième classe aux Salons de 1876 et de 1880, ainsi qu'une médaille de bronze à l'Exposition universelle de 1889. Il participe régulièrement au Salon des artistes français, à des expositions régionales ainsi qu'à quelques expositions internationales, notamment aux États-Unis.
Il épouse Eugénie Alphonsine Courtignon le 16 février 1882 à Cherbourg. Ils se partagent alors entre Landemer (commune de Gréville-Hague) et Paris où le couple emménagera en juillet 1882 dans un appartement au 158, boulevard Malesherbes. Un premier enfant, Jean, né en juillet 1889, sera suivi par un deuxième, Pierre, en 1891 et par un troisième, Jacques, en 1895.
Monziès réalise alors de nombreuses gravures pour des illustrations de livres et des interprétations gravées d'œuvres, notamment d'Ernest Meissonier et d'Henri Pille. Il devient membre de la Société des artistes français en 1884 et de la Société des peintres-graveurs français en 1891. L'évolution des techniques d'édition et la photographie rendent une carrière de graveur plus difficile. Mais Monziès participe activement à la vie artistique de la capitale en fréquentant le salon des Hédouin (veuve et sœur du graveur Edmond Hédouin) ainsi que celui de l'éditeur Alphonse Lemerre, dont il illustre les publications des autres écrivains de ce salon littéraire. Il continue aussi à voir régulièrement Meissonier à Poissy. Le 2 mai 1894, Louis Monziès est nommé à la Royal Society of Painter-Etchers and Engravers (Société royale des peintres-graveurs à l’eau-forte) dont Auguste Rodin a aussi été membre.
Pour faire face à la baisse des revenus apportés par la gravure, Louis Monziès se rend en mars 1895 au Mans et il devient professeur de dessin au collège Notre-Dame de Sainte Croix en avril 1895. Il donne aussi des cours de dessin à domicile. À partir de 1899, il exercera aussi une activité de restauration de tableaux ou dessins en complément. Louis reprend la peinture en 1905 et commence à vendre des tableaux. Une exposition à Montauban début 1908, suivie par d'autres, notamment dans la galerie de Mme Querville au Mans en 1911 et 1912. Pendant la Première Guerre mondiale, Monziès vendra de nombreuses aquarelles dont certaines ont été achetés par des officiers américains logés par le peintre en 1918 et 1919.
Louis Monziès est nommé conservateur des trois musées du Mans le 22 mars 1920 par le ministre de l’Éducation et des Beaux-Arts, André Honnorat. Il va organiser le transfert des collections des salles de la préfecture vers l’hôtel de Tessé et suivre l'installation du nouveau musée de la Reine Bérengère. Il va alors se consacrer de plus en plus à son activité de conservation des musées au détriment de sa production artistique.
Il meurt en 1930 dans sa maison de la rue Cauvin au Mans.

## Œuvre

### Gravure d'interprétation (eau-forte)

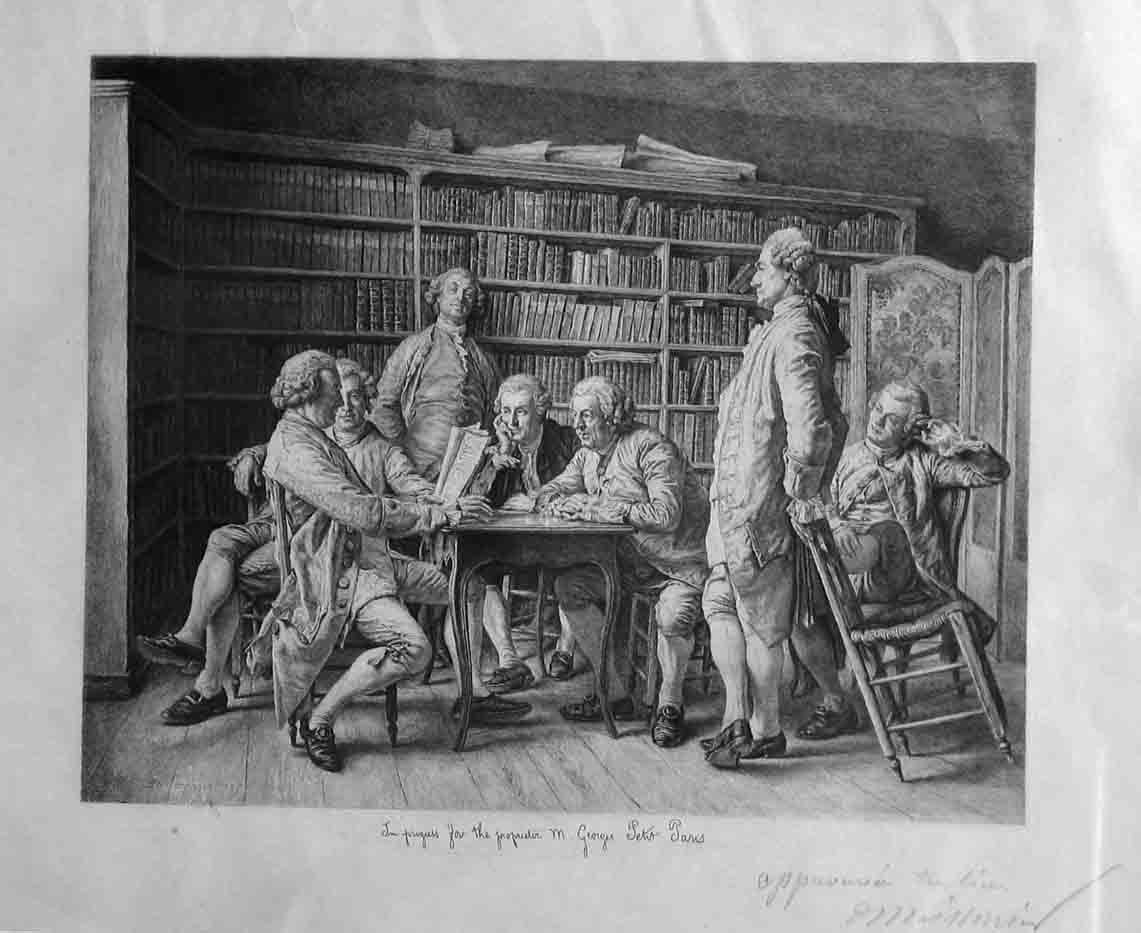
Lecture chez Diderot, eau-forte d'après Ernest Meissonier, collection particulière.

- Saison d'automne (1894) d'après Jules Bastien-Lepage.
- Le Mendiant (1881) d'après Jules Bastien-Lepage.
- L'abreuvoir d'après Nicolaes Berchem.
- Aurore et Céphale d'après François Boucher.
- Femme couchée sur le ventre d'après François Boucher.
- Pastorale (1902) d'après François Boucher.
- Les Pèlerins de Sainte Odile (1876) d'après Gustave Brion.
- L'Enterrement d'un marin à Villerville (1880) d'après Ulysse Butin.
- Lièvre d'après Jean Siméon Chardin.
- Sarah Bernard (1881) d'après Georges Clairin.
- Portrait du graveur Schmidt d'après Quentin de La Tour.
- Le Bain (1897) d'après Virginie Demont-Breton.
- Autoportrait en famille (1891) d'après Cornelis de Vos.
- Portrait d'Ulysse Butin (1880) d'après Ernest Ange Duez.
- L'Accouchée d'après Ernest Ange Duez.
- Mariage à la mairie (1873) d'après Simon Durand.
- Portraits de Mr et Mme Edwin Edwards d'après Henri Fantin-Latour.
- Jeune Fille aux petits chiens (1888) d'après Jean-Honoré Fragonard.
- Chasse au faucon (1877) d'après Eugène Fromentin.
- Sarah Siddons d'après Thomas Gainsborough.
- En 1795 (1875) d'après Jules Adolphe Goupil.
- Merveilleuse d'après Jules Adolphe Goupil.
- La Prière d'après Jean-Baptiste Greuze.
- Lavandières d'après Ferdinand Heilbuth.
- Les Demoiselles à marier d'après José Jiménez Aranda.
- Henri de La Rochejaquelein d'après Julien Le Blant.
- La Pêche (1880) d'après Alexandre-Louis Leloir.
- Apothéose de Jean-Baptiste Carpeaux (1892) d'après Albert Maignan.
- Auberge du pont de Poissy, ou Postillon devant une auberge (1889) d'après Ernest Meissonier.
- Arlequin à la Rose (1888) d'après Ernest Meissonier.
- Fils de Meissonier en Louis XIII (1888) d'après Ernest Meissonier.
- Jeune Homme lisant d'après Ernest Meissonier.
- Koubra dans l'atelier d'après Ernest Meissonier.
- Lecture chez Diderot (1885) d'après Ernest Meissonier.
- Maréchal Duroc duc de Frioul (1876) d'après Ernest Meissonier.
- Mousquetaire d'après Ernest Meissonier.
- Femme à l'enfant d'après Albert Neuhuys (en).
- Portrait de femme en rouge d'après Pontormo.
- Saint Sébastien martyr (1879) d'après Théodule Ribot.
- Henry VI d'après Marie Seymour Lucas (en).
- Confidence d'après Alfred Stevens.
- Cavalier sur un sofa (1870) d'après Jean-Georges Vibert.
- Coquelin ainé dans les précieuses (1876) d'après Jean-Georges Vibert, 1875.
- Le Marchand de melons (1876) d'après Jean-Georges Vibert, 1876.
- Lady Lindsay of Balcarres (1877) d'après George Frederic Watts.
- La Folie de Hugues van der Goes (1875) d'après Émile Wauters.
- Le Relais flamand d'après Philips Wouwerman.

### Illustration (eau-forte)

#### Édition francophone
- Collectif, Anthologie des poètes français du XIXe siècle, 1762 à 1817, Lemerre : portraits à l'eau-forte de Desbordes-Valmore, Lamartine, Bourget et Arène.
- Collectif, L’Art - Revue Hebdomadaire Illustrée, Ballue : eaux-fortes reproductions de tableaux.
- Collectif, Gazette des beaux-arts, 1878, Eau-forte Confidence d'après Alfred Stevens.
- Collectif, Catalogue des tableaux anciens de toutes les écoles composant la très importante collection de M. le Baron de Beurnonville, 1881, 4 eaux-fortes reproductions de tableaux.
- Collectif, Musée universel, Ballue, 1873 : Fac-similé d'un dessin de L. Monziès d'après une photographie de Simon Durand.
- Collectif, Société Française des Amis des Arts, 1897, Eau-forte Le bain d'après Virginie Demont-Breton.
- Abbé Prévost, Manon Lescaut, Lemerre, 1870, 1878 : neuf eaux-fortes d'après Hubert François Gravelot et Jacques Jean Pasquier.
- Louise-Victorine Ackermann, Œuvres, Lemerre, 1885 : portrait en frontispice.
- Paul Arène, Œuvres, Lemerre, 1884 : portrait en frontispice.
- Charles Asselineau, Le livre des sonnets, Lemerre, 1875 : frontispice à l'eau-forte.
- Barbey d'Aurevilly, Le bonheur dans le crime, Société Normande du livre illustré, 1897 : douze eaux-fortes d'après Félix Régamey.
- Henri Beraldi, Les Graveurs du XIXe siècle. Guide de l'amateur d'estampes modernes, Conquet, 1885-1892 : eaux-fortes reproductions de tableaux.
- Henri Beyle - Stendhal, Le rouge et le noir, Lemerre 1886 : portrait en frontispice à l'eau-forte.
- Jacques-Henri Bernardin de Saint-Pierre, Paul et Virginie, Lemerre, 1877 : portrait en frontispice.
- Nicolas Boileau, Œuvres, Lemerre, 1875 : sept eaux-fortes d'après Charles-Nicolas Cochin.
- Paul Bourget, Poésies, 1872-1876, Lemerre, 1885 : portrait en frontispice.
- Paul Bourget Physiologie de l'amour moderne, Lemerre, 1891 : portrait en frontispice.
- Paul Bourget, Outre-Mer, Lemerre, 1895 : portrait en frontispice pour tirage sur Whatman.
- Brillat-Savarin, Physiologie du goût, Lemerre, 1983 : trente et une eaux-fortes d'après Henri Pille. Réédition chez Carteret en 1923.
- Philippe Burty, L'eau-forte en 1875, Cadart, 1875 : eau-forte L'Amateur de tableaux.
- Philippe Burty, L'eau-forte en 1878, Cadart 1878 : eau-forte L'Opinion du modèle.
- Pierre-Augustin Caron de Beaumarchais, Le Barbier de Séville, Librairie des Bibliophiles, 1882 : portrait et quatre eaux-fortes d'après Santiago Arcos.
- Pierre-Augustin Caron de Beaumarchais, Le Mariage de Figaro, Librairie des Bibliophiles, 1882 : cinq eaux-fortes d'après Santiago Arcos.
- François-René de Chateaubriand, Œuvres, Lemerre, 1879 : portrait en frontispice d'après Achille Devéria.
- André Chénier, Poésies, Charpentier 1888 : cinq eaux-fortes d'après Alexandre Bida.
- Jules Claretie, Œuvres, Lemerre, 1886 : portrait en frontispice.
- Paul-Louis Courier, Œuvres, Quantin, 1880, portrait en frontispice.
- Alphonse Daudet, Œuvres - L'Arlésienne, Fromont jeune et Risler aîné, Le nabab, Houssiaux, 1899 : trois eaux-fortes d'après Paul Albert Laurens et Auguste François-Marie Gorguet.
- Marceline Desbordes-Valmore, Œuvres poétiques, Lemerre, 1886 : portrait à l'eau-forte.
- Auguste Dorchain, Poésies, Lemerre, 1895 : portrait en frontispice.
- Gustave Flaubert, Un cœur simple, Librairie des Amateurs, 1884 : portrait en frontispice sur tirage grand papier Japon.
- Gustave Flaubert, Salammbô, Michel-Lévy, 1863 : portrait en frontispice.
- Gustave Flaubert, Théâtre, Lemerre, 1885 : portrait en frontispice.
- Anatole France, L'Affaire Crainquebille,  Pelletan, 1901: portrait en frontispice pour tirage de 400 exemplaires.
- Victor Hugo, Cromwell, Lemerre, 1876 : portrait en frontispice.
- Victor Hugo, Cromwell, Édition Nationale Émile Testard & Cie, 1886 et 1887 : eau-forte d'après E. Bordes.
- Victor Hugo, Légende des Siècles, Lemerre, 1875 : portrait en frontispice d'après un buste d'Alexandre Schoenewerk.
- Victor Hugo, Les Chansons des rues et des bois, Édition Nationale Émile Testard & Cie, 1888, eau-forte.
- Victor Hugo, L'Année terrible, Édition Nationale Émile Testard & Cie, 1888, eau-forte.
- Victor Hugo, Les Orientales, dix eaux-fortes.
- Victor Hugo, Odes et Ballades, Lemerre : dix eaux-fortes.
- Victor Hugo, Notre-Dame de Paris, Lemerre, 1879 : onze eaux-fortes d'après Henri Pille.
- Jean de La Fontaine, Contes, Lemerre, 1876 : seize eaux-fortes d'après Jean-Honoré Fragonard, Lancret, Pater, François Boucher, Eisen, Vleughels.
- Jean de La Fontaine, Fables, Lemerre, 1875 : seize eaux-fortes d'après Jean-Baptiste Oudry.
- Georges Lafenestre , Le livre d'or du salon de peinture et de sculpture 1880, Librairie des bibliophiles, 1880 : eau-forte La pêche d'après Louis Leloir.
- Georges Lafenestre, Le livre d'or du salon de peinture et de sculpture 1881, Librairie des bibliophile, 1881 : eau-forte Le Mendiant d'après Jules Bastien Lepage.
- Alphonse de Lamartine, Œuvres, Lemerre, 1885 : portrait en frontispice.
- Ernest Lemaître, Le Livre d'Amour. Sainte-Beuve et Victor Hugo, Michaud, 1895 : portrait pour les cent tirages en papier Van Gelder Zonen de Holland.
- Lemaistre de Sacy, L'Histoire de Joseph, Hachette, 1878 : eau-forte d'après Alexandre Bida.
- Lemaistre de Sacy, L'Histoire de Tobie, Hachette, 1880 : eau-forte d'après Alexandre Bida.
- Alain-René Lesage, Histoire de Gil Blas de Santillane, Lemerre, 1877 : seize eaux-fortes d'après Henri Pille.
- Alain-René Lesage, Le Diable boiteux, Lemerre, 1878 : neuf eaux-fortes d'après Henri Pille.
- Jean-Baptiste Louvet de Couvray, Les Amours du chevalier de Faublas, Librairie des Bibliophiles, 1884 : portrait et quinze eaux-fortes d'après Paul Avril.
- Paul Mantz, François Boucher, Quantin : deux eaux-fortes d'après François Boucher.
- Adolphe Martial Potémont, L'Illustration nouvelle par une société de peintres-graveurs à l'eau-forte, sixième année, Cadart, 1879 : eau-forte Le Joueur de Mandoline.
- René-Joseph Ménard, L'Art en Alsace-Lorraine, Baulle et Delagrave, 1876, eau-forte Les Pèlerins de Sainte Odile, d'après Gustave Brion.
- Jules Michelet, Jeanne d'Arc, Hachette, 1888 : trois eaux-fortes d'après Alexandre Bida.
- Frédéric Mistral, Œuvres, Lemerre, 1886 : portrait en frontispice.
- Alfred de Musset, Comédies et proverbes, Charpentier, 1877 : portrait en frontispice.
- Alfred de Musset, Œuvres, Lemerre, 1878 : quarante deux eaux-fortes d'après Henri Pille.
- Paul de Musset, Biographie d'Alfred de Musset, Lemerre 1877 : portrait en frontispice.
- Charles Perrault, Contes de Fées, Lemerre, 1880 : treize eaux-fortes d'après Henri Pille.
- Roger Portalis, Honoré Fragonard, sa vie et son œuvre, Rothschild, 1889 : eaux-fortes.
- Jean Racine, Œuvres, Lemerre, 1874 : treize eaux fortes d'après Hubert François Gravelot.
- Paul Scarron, Le Roman comique, Lemerre, 1880 : douze eaux-fortes d'après Henri Pille.
- William Shakespeare, Œuvres, Lemerre, 1875 : trente six eaux-fortes d'après Henri Pille.
- Octave Uzanne, Caprices d'un bibliophile, Librairie des Bibliophiles, 1878 : fleurons, culs-de-lampe, bandeaux et lettrines.
- Octave Uzanne, Poètes de ruelles du XVIIe siècle, TII de Montausier, La guirlande de Julien, Librairie des Bibliophiles, 1875 : vignette et fleuron hors texte.
- Octave Uzanne, Poètes de ruelles du XVIIe siècle, TIII Sarasin, Librairie des Bibliophiles, 1875 : frontispice et vignette.
- Jean-Georges Vibert, La Comédie en Peinture, Arthur Tooth and Sons, 1902 : eaux-fortes, reproduction de tableaux de l'auteur.
- Voltaire, Romans, Lemerre, 1878 : vingt et une eaux-fortes d'après Charles Monnet et Clément-Pierre Marillier.

#### Édition anglophone
- Geraldine Brooks, Dames and Daughters of the French Court, Thoms Y Crowell : portrait de Madame Valmore.
- Charles and Mary Lamb, Tales from Shakespeare, Heath & Co, 1908 : dix huit eaux-fortes d'après Henri Pille.
- Chevillard Lenoir, Celebrated Artists Sketches of Their Lives and Works, Nims & Knight, 1888 : eau-forte.
- Comyns Carr, Examples of Contemporary Arts. Etchings from Representative Works by living English and Foreign Artists, 1878 : eau-forte Lady Lindsay of Balcarres d'après George Frederic Watts.
- Victor Hugo, Dramas, G. Barrie, 1896 : eau-forte d'après E. Bordes.
- Jean-Baptiste Louvet de Couvray, The amours of the chevalier de Faublas, Société des Bibliophiles, 1898 : portrait et quinze eaux-fortes d'après Paul Avril.
- Alfred de Musset, All writings, Edwin C. Hill.
- William Walton, World's Columbian Exposition Art and Architecture, George Barrie and Son 1893 : eaux-fortes d'après Marie Seymour Lucas et Albert Neuhuys.

#### Publication posthume
- Collectif, Livre unique Français 1re toutes séries, Hatier 2016 : Illustration reprise de l’Histoire de Gil Blas de Santillane d'Alain-René Lesage.
- Jacky Beaufils, Le Vieux-Mans en 100 tableaux, ITF, 2012 : tableaux du Mans.
- Malou Haine, 400 lettres de musiciens : au Musée royal de Mariemont, Mardaga, 1995 : portrait de Marceline Desbordes-Valmore.
- Carole Hirardot, Louis Monziès (1849-1930) : peintures, dessins, gravures. Musée de la Reine Bérengère. 18 juin-18 septembre 2011, Le Mans, 2011 : dessins, aquarelles, peintures et eaux-fortes.
- Reinhart Koselleck, Le Règne de la critique, Les Éditions de Minuits, 1979 : La lecture chez Diderot d'après Ernest Meissonier en couverture.

## Collections publiques

### Espagne
- Madrid, Bibliothèque nationale d'Espagne : illustrations des Œuvres de Boileau, édition Lemerre.

### États-Unis
- Boston, musée des Beaux-Arts :
  - Sarah Bernard, d'après Georges Clairin ;
  - Portrait d'Ulysse Butin, d'après Ernest Ange Duez ;
  - Sarah Siddons, d'après Thomas Gainsborough.
- Farmington (Connecticut), Hill Stead Museum : Cavalier sur un sofa, d'après  Jean-Georges Vibert.
- Indianapolis, musée d'art d'Indianapolis : L'Amateur de tableaux (L'eau-forte en 1875).
- New Haven, université Yale :
  - L'Accouchée, d'après Ernest Ange Duez ;
  - illustrations des Contes de la Fontaine, édition Lemerre.
- Philadelphie, Philadelphia Museum of Art :
  - Les Demoiselles à marier, d'après José Jiménez Aranda ;
  - Le Joueur de Mandoline, 1874.

### France
- Bordeaux, musée des Beaux-Arts : La lecture chez Diderot d'après Ernest Meissonier.
- Compiègne, musée national du château de Compiègne :
  - Portrait de Flaubert ;
  - Coquelin, d'après Jean-Georges Vibert ;
  - Château-Thierry, musée Jean-de-La-Fontaine : illustrations des Fables de La Fontaine, édition Lemerre.
- Le Mans, musée de Tessé :
  - deux tableaux de l'église Notre-Dame-des-Marais de la Ferté-Bernard, l'un donné par l'artiste et l'autre acquis par la commission du musée en 1911 ;
  - Allée du Gué de Bernisson au Mans, aquarelle ;
  - Chevet de l'église Saint-Benoît au Mans, aquarelle ;
  - La Porte Saint-Julien à La Ferté-Bernard, aquarelle ;
  - Barque au bord de la rivière, aquarelle ;
  - Esquisse, aquarelle ;
- Montauban, musée Ingres-Bourdelle :
  - Mélodie, huile sur toile ;
  - Après le déjeuner, huile sur toile ;
  - Portes de la cathédrale du Mans, huile sur toile ;
  - Repos, eau-forte ;
  - Homme accoudé, eau-forte.
- Montmédy, musée Jules Bastien-Lepage : Le Mendiant, d'après Jules Bastien-Lepage.
- Paris :
  - Bibliothèque nationale de France :
    - Les Pèlerins de Sainte Odile, d'après Gustave Brion ;
    - Portrait du graveur Schmidt, d'après Quentin de La Tour ;
    - L'eau-forte en 1875 : L'Amateur de tableaux ;
    - L'eau-forte en 1878 : L'Opinion du modèle ;
    - L'Illustration nouvelle par une société de peintres-graveurs à l'eau-forte, sixième année : Le Joueur de Mandoline ;
    - illustrations des poésies d'André Chénier, édition Charpentier ;
    - illustrations des œuvres d'Alfred de Musset, édition Lemerre ;
    - illustrations des œuvres de Jean Racine, édition Lemerre ;
    - illustrations pour Le bonheur dans le crime de Jules Barbey d'Aurevilly, édition de la Société Normande du livre illustré.

  - École nationale supérieure des beaux-arts :
    - Sarah Bernard, d'après Georges Clairin ;
    - Portrait d'Ulysse Butin, d'après Ernest Ange Duez.
- Pierrefitte-sur-Seine, Archives nationales :
  - L'Enterrement d'un marin à Villerville, d'après Ulysse Butin ;
  - Saison d'automne, d'après Jules Bastien-Lepage.
- Saintes, musée de l'Échevinage :
  - Chasse au faucon (1877) d'après Eugène Fromentin ;
  - La Folie de Hugues van der Goes, d'après Émile Wauters.
- Tournus, musée Greuze : La Prière d'après Jean-Baptiste Greuze.

### Italie
- Bologne, bibliothèque universitaire : illustrations des Œuvres d'Alfred de Musset, édition Lemerre.
- Cagliari, bibliothèque universitaire :
  - L'Accouchée, d'après Ernest Ange Duez ;
  - Lady Lindsay of Balcarres d'après George Frederic Watts ;
  - Chasse au faucon (1877) d'après Eugène Fromentin.
- Cesena, bibliothèque Malatestiana : illustrations des Œuvres d'Alfred de Musset, édition Lemerre.
- Florence, Bibliothèque nationale centrale : illustrations des Œuvres d'Alfred de Musset, édition Lemerre.
- Frosinone, bibliothèque municipale Norberto Turriziani : illustrations des Œuvres d'Alfred de Musset, édition Lemerre.
- Lucera, Biblioteca comunale Ruggero Bonghi : illustrations des Œuvres d'Alfred de Musset, édition Lemerre.
- Milan, Biblioteca del Polo di lingue e letterature : illustrations pour Les Amours du chevalier de Faublas, édition Société des Bibliophiles.
- Padoue, Biblioteca di filosofia : illustrations des Œuvres d'Alfred de Musset, édition Lemerre.
- Rome, Bibliothèque nationale centrale : illustrations pour Les Amours du chevalier de Faublas, édition Société des Bibliophiles.
- Urbino, Biblioteca della Fondazione Carlo e Marise Bo : illustrations pour Les Amours du chevalier de Faublas, édition Société des Bibliophiles.

### Pays-Bas
- Amsterdam, Amsterdam Museum :
  - L'Amateur de tableaux (L'eau-forte en 1875) ;
  - L'Opinion du modèle (L'eau-forte en 1878).

### Pologne
- Varsovie, Bibliothèque nationale : illustrations pour Le Roman comique de Scarron, édition Lemerre.

### Royaume-Uni
- Bristol, Tyntesfield (en) :
  - Coquelin ainé, d'après  Jean-Georges Vibert ;
  - Le Marchand de melons, d'après Jean-Georges Vibert.
- Leeds, université de Leeds :
  - illustrations pour Physiologie du goût de Brillat-Savarin, édition Lemerre ;
  - illustrations pour Charles Asselineau, Le livre des sonnets, Lemerre, 1875 : frontispice à l'eau-forte ;
  - illustrations pour Les Amours du chevalier de Faublas, édition Société des Bibliophiles ;
  - illustrations pour Roger Portalis, Honoré Fragonard, sa vie et son œuvre, Rothschild, 1889.
- Londres :
  - British Library :
    - illustrations pour Histoire de Gil Blas de Santillane d'Alain-René Lesage, édition Lemerre ;
    - illustrations pour Les Amours du chevalier de Faublas, édition Société des Bibliophiles ;
    - illustrations pour Le Roman comique de Scarron, édition Lemerre.

  - British Museum :
    - L'Amateur de tableaux (L'eau-forte en 1875) ;
    - L'Opinion du modèle (L'eau-forte en 1878) ;
    - Portrait du graveur Schmidt, d'après Quentin de La Tour ;
    - L'Accouchée, d'après Ernest Ange Duez ;
    - Portrait d'Ulysse Butin, d'après Ernest Ange Duez ;
    - Portraits de M. et Mme Edwin Edwards, d'après Henri Fantin-Latour ;
    - En 1795, d'après Jules Adolphe Goupil ;
    - Les Demoiselles à marier, d'après José Jiménez Aranda ;
    - Henri de La Rochejaquelein, d'après Julien Le Blant ;
    - Maréchal Duroc duc de Frioul, d'après Ernest Meissonier ;
    - Saint Sébastien martyr, d'après Théodule Ribot ;
    - Le Marchand de melons, d'après Jean-Georges Vibert ;
    - Coquelin ainé, d'après  Jean-Georges Vibert ;
    - La Folie de Hugues van der Goes, d'après Émile Wauters ;
    - illustrations pour Histoire de Gil Blas de Santillane d'Alain-René Lesage, édition Lemerre ;
    - illustrations des Œuvres d'Alfred de Musset, édition Lemerre ;
    - illustrations des Contes de la Fontaine, édition Lemerre ;
    - illustrations des Œuvres de Voltaire, édition Lemerre.

  - Victoria and Albert Museum :
    - illustrations pour Le mariage de Figaro de Caron de Beaumarchais, Librairie des Bibliophiles ;
    - illustrations pour Histoire de Gil Blas de Santillane d'Alain-René Lesage, édition Lemerre ;
    - L'Amateur de tableaux (L'eau-forte en 1875) ;
    - L'Opinion du modèle (L'eau-forte en 1878) ;
    - Le Joueur de Mandoline, 1874.

## Expositions
Cette liste répertorie les participations de Louis Monziès à des salons et des expositions de son vivant, ainsi que l'exposition temporaire organisée par les musées du Mans en 2011, et les participations répertoriées par la Société des artistes français à son Salon en 1894, 1897, 1898, 1899, 1909, 1912 et 1913.
- Vers 1875 : exposition permanente chez Le Chevallier au 97, rue de Rome à Paris, eaux-fortes, points sèches, aquatintes, vernis mous et manières noires.
- 1876 : Salon de 1876, première participation à un salon avec six eaux fortes, médaille de 3e classe.
- 1878 : Exposition universelle de 1878, eaux-fortes Coquelin, d'après Jean-Georges Vibert et En 1795, d'après Jules Adolphe Goupil.
- 1879 : Salon de 1879, eau-forte Saint-Sébastien Martyr, d'après Théodule Ribot.
- 1880 : Salon de 1880, eau-forte L'Enterrement d'un marin à Villerville, d'après Butin, médaille de 2e classe.
- 1881 : Salon de 1881, eau-forte Sarah Bernardt, d'après Georges Clairin.
- 1882 : Exposition de la Société des amis des arts de l'Ain, Le Jardinier.
- 1884 : Exhibition of etchings, Providence Art Club, eau-forte : Le joueur de mandoline.
- 1885 : Salon de 1885, eau-forte Lecture chez Diderot, d'après Ernest Meissonier, 1859.
- 1888 : Third Exhibition of Prints from the collection of E. Harrison, eau-forte Lecture chez Diderot, d'après Meissonier.
- 1889 : Exposition universelle de 1889, médaille d'argent
- 1891 : Exposition de la Société des peintres graveurs français, cinq croquis et deux eaux-fortes.
- 1891 : Noces d'argent de la Société archéologique de Tarn-et-Garonne.
- 1893 : Exposition universelle de 1893 à Chicago, eaux-fortes : Hollandaise à l'enfant, d'après Albert Neuhuys (en) et Henry VI, d'après Marie Seymour Lucas (en).
- 1894 : California midwinter international exposition, Le Jardinier, peinture à l'huile.
- 1896 : Exposition nationale de l'eau-forte moderne à l'École des beaux-arts de Paris.
- 1900 : Exposition universelle de 1900 à Paris.
- 1901 : Salon de 1901, peintures : Mendiants et La rue Saint-Pavin de la Cité au Mans.
- 1907 : Salon de 1907, peinture : Une cour, vieux Mans.
- 1908 : exposition en janvier 1908 à Montauban.
- 1911 : exposition en août 1911 à Trouville, aquarelles et eaux-fortes.
- 1911 : exposition en novembre 1911 au Mans, aquarelles et eaux-fortes.
- 1912 : exposition en décembre 1912 au Mans, aquarelles.
- 1913 : exposition en février 1913 à Toulouse, eaux-fortes.
- 1914 : Salon de 1914, La Maison dite d'Adam et Eve, Le Mans, aquarelle.
- 1921 : exposition Fragonard au musée des Arts décoratifs de Paris, eau-forte Jeune fille aux petits chiens d'après Jean-Honoré Fragonard.
- 2011 : exposition au musée de la Reine Bérengère du Mans durant l'été 2011 : une soixantaine d'œuvres, peintures, dessins et gravures.

### Biographies
- Michel Pasqual, Le Journal d'Eugénie, 2013 (lire en ligne), biographie de Louis Monziès par Michel Pasqual
- Carole Hirardot, Louis Monziès (1849-1930) peintures, dessins, gravures, 2011 (ISBN 978-2-911057-32-8), plaquette de l’exposition du Musée de la Reine Bérangère consacrée à Louis Monziès
- Jacky Beaufils, Le Vieux Mans en 100 tableaux : histoires de petits maîtres d'ici et d'ailleurs, Mulsanne, ITF impr., 2012, 93 p. (ISBN 978-2-917900-36-9), 2 pages sur Louis Monziès